# Das Gesetz nach Lidia Poët
Das Gesetz nach Lidia Poët (Originaltitel La legge di Lidia Poët) ist eine italienische Fernsehserie mit Matilda De Angelis als Lidia Poët. Regie führten Letizia Lamartire und Matteo Rovere nach einer Idee von Guido Iuculano und Davide Orsini, die auch als Produzenten fungierten. Die Historien-Kriminalserie wurde am 15. Februar 2023 auf Netflix veröffentlicht. Die Serie basiert auf der wahren Geschichte der ersten Rechtsanwältin Italiens Lidia Poët.

## Handlung
In Turin erklärt Ende des 19. Jahrhunderts ein Urteil des Berufungsgerichts die Zulassung von Lidia Poët zur Anwaltskammer als unrechtmäßig. Sie wird vom Anwaltsberuf ausgeschlossen, weil sie eine Frau ist. Lidia fängt in der Anwaltskanzlei ihres Bruders an zu arbeiten, parallel dazu bereitet sie die Anfechtung des Urteils vor. In einzelnen Fällen versucht sie mit unkonventionellen Methoden die Wahrheit hinter den Vorurteilen und Oberflächlichkeiten zu finden. Unterstützung erhält sie dabei vom Reporter Jacopo Barberis, der sie mit Informationen versorgt.

## Besetzung und Synchronisation
Die deutschsprachige Synchronisation übernahm die Berliner Iyuno Germany. Dialogregie führte Cornelia Steiner, die auch das Dialogbuch schrieb.
| Rolle                | Darsteller         | Synchronsprecher          |
| -------------------- | ------------------ | ------------------------- |
| Lidia Poët           | Matilda De Angelis | Lea Kalbhenn              |
| Jacopo Barberis      | Eduardo Scarpetta  | Tommy Morgenstern         |
| Enrico Poët          | Pier Luigi Pasino  | Jaron Löwenberg           |
| Marianna Poët        | Sinéad Thornhill   | Magdalena Montasser       |
| Teresa Barberis      | Sara Lazzaro       | Giuliana Jakobeit         |
| Andrea Caracciolo    | Dario Aita         | Tim Knauer                |
| Untersuchungsrichter | Matteo de Mojana   | Lutz Schnell              |
| Staatsanwalt del Re  | Francesco Biscione | Erich Räuker              |
| Louis                | Nicolò Pasetti     | Sebastian Christoph Jacob |
| Lidia Poët (jung)    | Mia McGovern Zaini |                           |

## Produktion und Hintergrund
Die Dreharbeiten fanden in Turin statt, produziert wurde die Serie von der Groenlandia Group.
Die Kamera führten Francesco Scazzosi und Vladan Radovic, die Musik schrieb Massimiliano Mechelli, das Set-Design gestaltete Luisa Lemma und das Kostümbild Stefano Ciammitti. Für das Casting war Sara Casani verantwortlich. Regie führten Matteo Rovere und Letizia Lamartire.
Neben Lidia Poët in Italien gab es mit Emilie Kempin-Spyri in der Schweiz einen ähnlichen Fall.
Im Juni 2023 gab Netflix die Verlängerung um eine zweite Staffel bekannt. Die aus sechs Folgen bestehende zweite Staffel wurde am 30. Oktober 2024 veröffentlicht. Ende 2024 wurde die Serie um eine dritte Staffel verlängert.

## Rezeption

### 1. Staffel
Gabriela Tscharner Patao vergab auf cineman.ch 3,5 von 5 Sternen, die Serie sei spannend mit einer faszinierenden Heldin. Hauptdarstellerin Matilda De Angelis überzeuge in ihrer Rolle als Lidia Poët. Während die Aufklärung der Verbrechen oft etwas absehbar sei, biete die Serie eine gehörige Portion Erotik.
Oliver Armknecht bewertete die Serie auf film-rezensionen.de mit sieben von zehn Punkten und bezeichnete diese als sehenswert mit abwechslungsreichen Fällen. Die Ermittlerin müsse sich in einer Mischung aus Cleverness, Beharrlichkeit und Kaltschnäuzigkeit an den Traditionen und Erwartungen vorbeimogeln. Hauptdarstellerin Matilda De Angelis bringe diese Eigenschaften auf den Bildschirm, wenngleich ein bisschen Leichtigkeit manchmal ganz nett gewesen wäre.
Susanne Rakowitz vergab in der Kleinen Zeitung drei von fünf Sternen. Netflix habe das Leben Poëts in jenes Entertainmentformat gegossen, das auch bei den beiden Enola-Holmes-Filmen zu finden sei. Auch bei Sisi (RTL) und Die Kaiserin (Netflix) sei auf die Heroisierung mit Pippi-Langstrumpf-Attitüde und einem Hauch von Eskapismus zurückgegriffen worden. Im Gegensatz dazu böten Formate wie Unorthodox und Maid weniger Romantik und mehr Realitätssinn sowie schonungslose Ausleuchtung eines Milieus.
Sofia Glasl bezeichnete das Strickmuster der Serie auf Filmdienst.de als recht konventionell. Trotz der wenig überraschenden Einzelfälle bleibe sie aber hauptsächlich aufgrund der Hauptdarstellerin kurzweilig und vergnüglich und knüpfe an Serien und Filme an, in denen vermeintliche Männerdomänen aufgebrochen würden, wie etwa in The Marvelous Mrs. Maisel, Godless oder GLOW.
Gianluca Wallisch beschrieb die Serie auf DerStandard.at als vordergründig ziemlich brav, ein bisschen Miss Marple, ein bisschen weiblicher Sherlock Holmes. Allerdings führe uns diese vor Augen, welch radikalen Wandel die Gesellschaft in den letzten 140 Jahren durchlaufen habe. Wer genauer schaue, sehe die Ungerechtigkeiten, gegen die Poët rebellierte. Der Soundtrack Misfit der deutsch-amerikanischen Punkrockerin Riival passe wie die Faust aufs Männerauge.

### 2. Staffel
Gianluca Wallisch meinte auf DerStandard.at, dass die Produktion auch im zweiten Durchgang durch schlagfertige Dialoge, ironische Regie, großartige Kostüme und einen überraschenden Soundtrack besteche.

### Abrufe
Die erste Staffel kam in der Startwoche auf 6,3 Millionen Views, bei der zweiten waren es 2,2 Millionen. Nach drei Wochen hatte Staffel 1 laut Netflix insgesamt 13,2 Millionen Views, die zweite kam auf 5,8 Millionen.

## Auszeichnungen und Nominierungen
Nastro d’Argento Grandi Serie 2023
- Auszeichnung als beste Krimi-Serie[21]
- Nominierung als beste Hauptdarstellerin (Matilda De Angelis)[22]

Critics’ Choice Television Awards 2025
- Nominierung in der Kategorie Beste fremdsprachige Serie[23]